# Calgar
Calgar es una localidad del municipio de Liérganes (Cantabria, España). En el año 2008 contaba con una población de 101 habitantes (INE). La localidad se encuentra a 80 metros de altitud sobre el nivel del mar, y a 0,4 kilómetros de la capital municipal, Liérganes.
- Datos: Q5740092